# Luiz de Castro Faria
Luiz de Castro Faria (São João da Barra, 5 de julho de 1913 — Niterói, 16 de agosto de 2004) foi um antropólogo, arqueólogo, professor, biblioteconomista e museólogo brasileiro.
Foi um dos fundadores da Associação Brasileira de Antropologia, da qual foi o primeiro presidente e, até à data de sua morte, o único sócio honorário. Castro Faria formou uma geração inteira de antropólogos brasileiros na UFRJ e na UFF, universidades onde recebeu o título de professor emérito.
Figura de destaque no cenário internacional, na área de ciências sociais e humanas, por ter sido designado pelo governo brasileiro, através CFE e do Museu Nacional da Quinta da Boa Vista, para participar, guiar e fiscalizar a que foi considerada, dentre as grandes expedições etnográficas do século XX, a última: a Expedição à Serra do Norte, chefiada por Claude Lévi-Strauss em 1938.

## Obras publicadas (seleção)
- 1942 - A Antropologia no Brasil e na Tradição do Museu Nacional. Revista do Brasil., p. 84-90.
- 1959 - A contribuição de Roquette Pinto para a Antropologia Brasileira. Boletim do Museu Nacional., n.º 25.
- 1978 - Populações Meridionais no Brasil - ponto de partida para uma leitura de Oliveira Viana. Boletim do Museu Nacional., n.º 29.
- 1987 - Sistemas de Ensino - Escolas de Direito e Genealogias Intelectuais., Rio de Janeiro: AJUP.
- 1988 - Antropologia, Escritos Exumados.: Espaços Circunscritos - tempos soltos. Niterói, RJ: EDUFF, 1.º vol.
- 1993 - Antropologia Espetáculo e Excelência. Rio de Janeiro: UFRJ.
- 2000 - Antropologia, Escritos Exumados.: Dimensões do Conhecimento Antropológico. Niterói, RJ: EDUFF, 2.º vol.
- 2001 - Um outro olhar. Diário da expedição à Serra do Norte. Rio de Janeiro: Ed. Ouro sobre Azul.